# Дубінська Аврора Олександрівна
Аврора Олександрівна Дубінська (25 травня 1925, Баку — 05 березня 1991, Київ) — українська архітекторка, авторка багатьох проєктів будівель у Києві та Севастополі.

## Біографія
Народилась 25 травня 1925 року в Баку (Азербайджан). Здобувала вищу освіту в Київському інженерно-будівельному інституті який закінчила в 1950 році.
1952—1955 рр. — працювала архітектором проєктної контори «Горпроект» в місті Севастополі. В 1955 році стала членом Спілки архітекторів України.
Послідовно працювала на посадах старшого архітектора, керівника групи, головного спеціаліста, головного архітектора проєктів інституту «Київпроєкт» з 1955 по 1981 роки.
В 1982—1983 роки була провідним архітектором інституту «Дніпрорічтранс».
Займалася практичною діяльністю в галузі цивільного містобудування. Створила авторські проєкти різноманітних споруд в Севастополі, Києві (житлові масиви і мікрорайони Воскресенський, Мінський, Біличі, Райдужний). Ряд нових корпусів Київського національного університету, а також нових і реконструйованих будинків.